# Межвалде
Межвалде (латыш. Mežvalde) — населённый пункт в Кулдигском крае Латвии. Административный центр Румбской волости. Находится у северо-восточной окраины города Кулдига на автодороге P120 (Талсы — Стенде — Кулдига). Рядом протекает река Риежупе. По данным на 2017 год, в населённом пункте проживало 367 человек. Есть волостная администрация, библиотека, магазин, лесхоз. Ранее село располагалось на территории поместья Калнмуйжа.